# Lac-des-Seize-Îles
Lac-des-Seize-Îles è un comune del Canada, situato nella provincia del Québec, nella regione di Laurentides.